# Gruppo Sportivo Forestale
Il Gruppo Sportivo Forestale è stata una società polisportiva facente capo al Corpo forestale dello Stato.

## Storia
Fondata nei primi anni 1950 per iniziativa di alcuni sciatori appartenenti al Corpo, vide questi ultimi cimentarsi in gare contro altri atleti appartenenti a società civili o ad altre società emanazione di altri corpi militari.
Con il passare del tempo l'attività venne estesa ad altri sport, anche non necessariamente legati alla montagna, come atletica leggera, ciclismo, canottaggio, canoa ed altri ancora sotto la denominazione societaria di Centro Sportivo Corpo forestale dello Stato, che nel 2010 è divenuto Gruppo Sportivo Forestale.
Nel corso degli anni, il gruppo ha raggiunto l'affiliazione a quindici federazioni sportive aderenti al CONI e ha ottenuto diversi risultati, sia a livello nazionale che internazionale, partecipando in maniera concreta ai successi dello sport italiano in campo mondiale.
Numerosi campioni hanno indossato negli anni la maglia della Forestale. Oltre Giovanna Trillini con i suoi quattro ori olimpici si ricordano Manuela Di Centa, Stefania Belmondo, Deborah Compagnoni, Gerda Weissensteiner, Ennio Falco, Andrea Collinelli, Maria Guida, Angelo Carosi, Elisabetta Perrone, Chiara Cainero, Gabriella Paruzzi e Laura Scaravonati solo per ricordarne alcuni.
Il decreto legislativo n. 177/2016, che sopprime il corpo forestale, all'art. 12 prevede che entro il 1º gennaio 2017 il personale transiti direttamente al Centro Sportivo Carabinieri.

## Medagliere

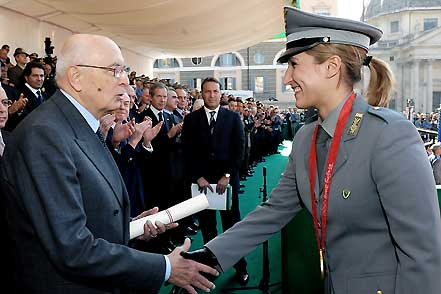
Chiara Cainero, oro olimpico a Pechino 2008

| Manifestazioni      | Oro        | Argento    | Bronzo     |
| ------------------- | ---------- | ---------- | ---------- |
| Giochi olimpici     | 15         | 17         | 20         |
| Campionati mondiali | 115        | 102        | 123        |
| Campionati europei  | 102        | 71         | 71         |
| Titoli italiani     | Oltre 1100 | Oltre 1100 | Oltre 1100 |